# Národní lesy Spojených států amerických

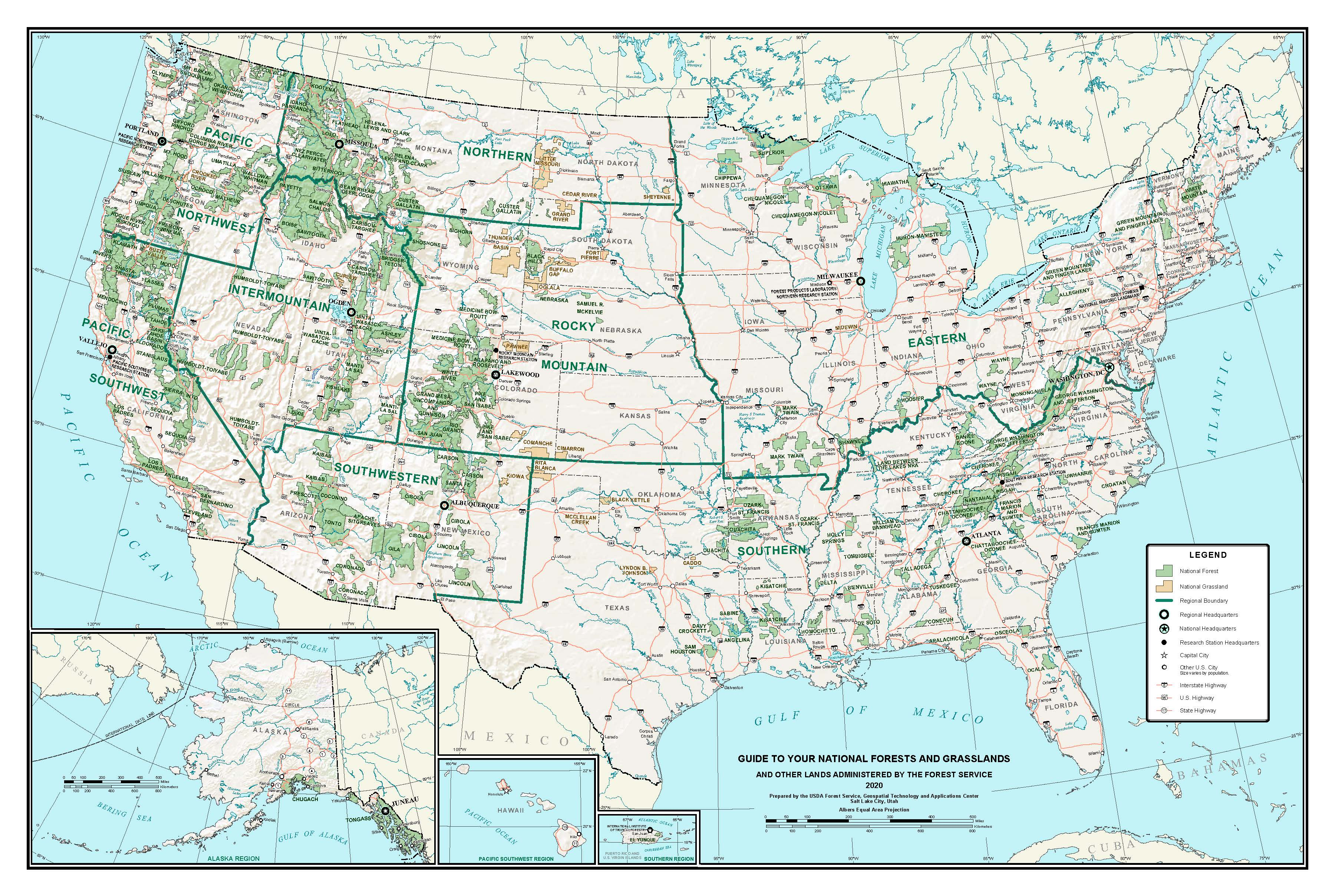
Mapa národních lesů a stepí Spojených států

Národní lesy Spojených států amerických, anglicky United States National Forest, jsou chráněná a národní území Spojených států amerických. Tvoří je lesy a lesnatá území, jejímž vlastníkem jsou občané Spojených států amerických, respektive federální vláda Spojených států. Lesy a lesnatá území Spojených států jsou spravovány národní agenturou United States Forest Service, která je součástí Ministerstva zemědělství Spojených států amerických.

## Historie
První menší úřad zabývající se lesy na federálním území vznikl v rámci Ministerstva zemědělství v roce 1876. V roce 1881 byl rozšířen. O deset let později, v roce 1891, byly tyto lesy označeny zákonem podepsaným prezidentem Benjaminem Harrisonem jako chráněná, federální území.

## Geografie
V současné době se na území Spojených států nachází 154 národních lesů, které zaujímají plochu 781 044 km².